# De Krans

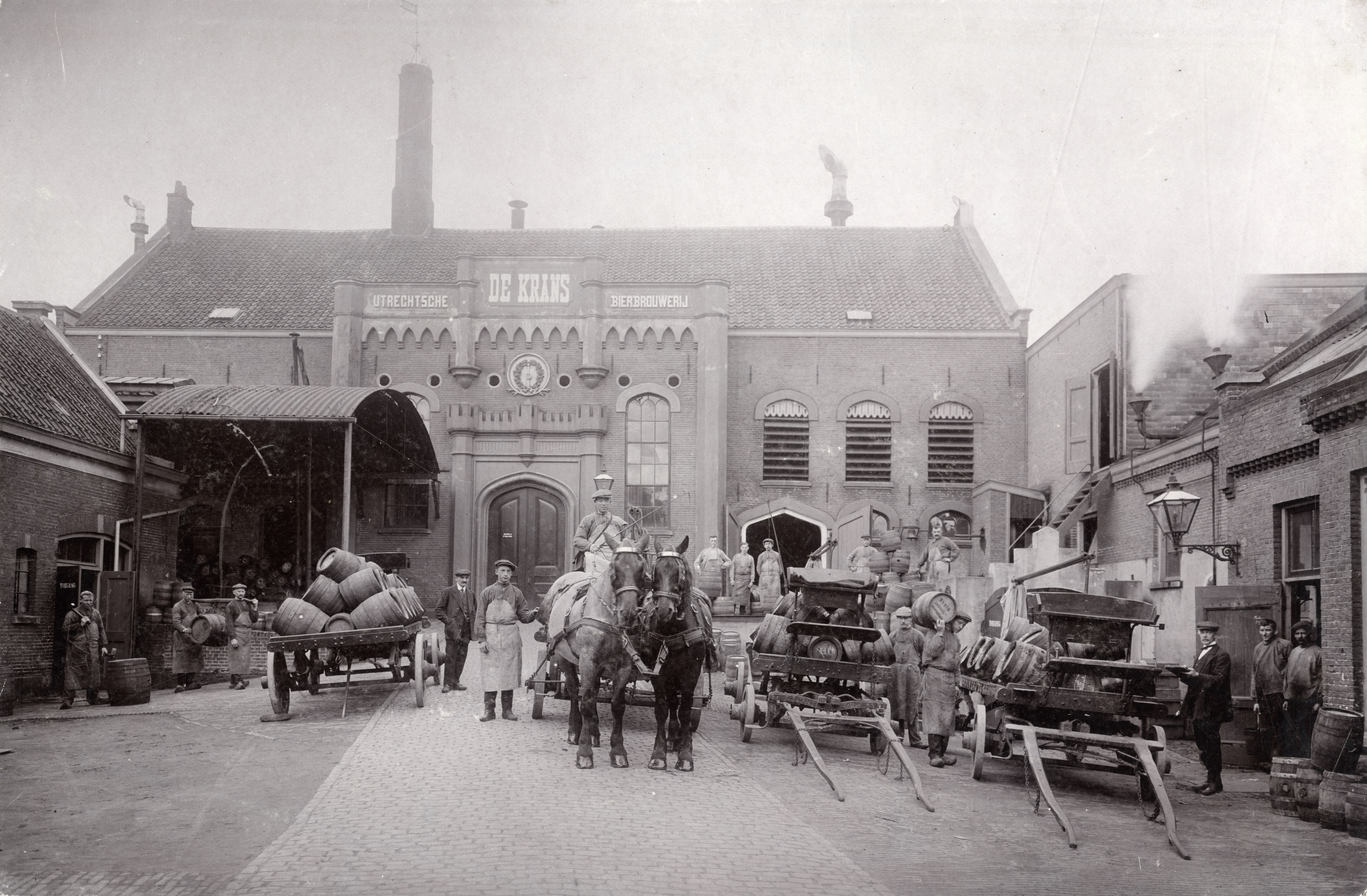
Brouwerij ‘De Krans’ in 1910, foto G. Jochmann HUA55490

De Krans was een brouwerij in de Nederlandse stad Utrecht.
De bierbrouwerij is in 1833 begonnen aan de Nieuwekade. Gerardus Josephus van Dieren-Bijvoet richtte samen met zijn zoon Anthonius Johannes van Dieren Bijvoet de brouwerij op. De firma Schoenmakers & Van Dieren Bijvoet noemde haar bierbrouwerij ‘De Krans’.
In 1881 kochten zij het zeventiende-eeuwse huis Groenendaal langs de Leidsche Rijn. Op het achtererf stonden brouwerij-gebouwen van ‘De Kroes’. Met de verkoop van bieren van brouwerij ‘De Kroes’ werd in 1887 gestopt. Brouwerij ‘De Krans’ ging volledig over op de verkoop van pilsener. De Krans leverde onder andere gerstebier, hooibouwbier en scheepsbier voor de haringvangers. In 1900 werd het gehele bedrijf bij Groenendaal gevestigd en werd de vestiging aan de Nieuwekade verkocht.
In de jaren 1930 is brouwerij ‘De Krans’ geliquideerd, de tijd van de crisisjaren. In 1938 is de brouwerij gesloopt voor de aanleg van de Graadt van Roggenweg.